# Julia Stuart (actriu de cinema)
Julia Stuart va néixer el 1867 el Regne Unit, tot i que el lloc exacte difereix segons la font entre Sandwich o Escòcia. Durant molts anys va ser actriu de teatre i per exemple va actuar a “The Call of the North” amb Robert Edeson. El 1911 va començar a actuar per al cinema amb la companyia Lubin amb el nom de Julia Steward, però poc més tard va ser contractada per la companyia Éclair Film Co. on s'hi va estar fins l'incendi que el 1914 va arrasar els estudis de la companyia a Fort Lee. Aleshores, durant la tardor de 1914, va passar a rodar pel·lícules distribuïdes per la World Film Company però a partir de 1916 roda per a diferents companyies com la “Clara Kimball Young Film Corporation” o “Paragon”. Majoritàriament va fer papers secundaris tot i que en algunes pel·lícules com “The Character Woman” (1914) va ser la protagonista principal. El 1920 va abandonar definitivament la pantalla. Va morir al Bronx el 24 de gener de 1949.

## Filmografia

### Lubin (1911)
- The Test
- A Fascinating Bachelor
- Through Jealous Eyes
- A Rebellious Blossom
- The Slavey's Affinity

### Éclair (1912-1914)
- Mamie Bolton (1912)[6]
- Keeping an Eye on Father (1912)
- Bridge (1912)
- The Fateful Diamond (1912)
- It Pays to Be Kind (1912)[7]
- A Living Memory (1912)
- Brooms and Dustpans (1912)
- The Letter with the Black Seals (1912)
- Little Hands (1912)
- Oh, You Ragtime! (1912)
- Cousin Kate's Revolution (1912)
- The Legend of Sleepy Hollow (1912)
- Her Week of Anguish (1912)
- Saved from the Titanic (1912)
- Chamber of Forgetfulness (1912)
- Feathertop (1912)
- The High Cost of Living (1912)
- Suffrage and the Man (1912)
- Three Men and a Girl (1912)
- The Holy City (1912)
- A Double Misunderstanding (1912)
- The Cedarville Scandal (1912)
- The Double Cross (1912)
- Because of Bobbie (1912)
- Boys Again (1912)
- Robin Hood (1912)
- Dolls (1912)
- The Passing Parade (1912)
- The Lucky Loser (1912)
- Surprising Eliza (1912)
- A Choice by Accident (1912)
- Caprices of Fortune (1912)
- Their Children's Approval (1912)
- The Black Hand (1912)
- Mother's Bankroll (1912)
- A Girl From the Country (1912)
- The Bonnie, Bonnie Banks o’Loch Lomond (1912)
- Dick’s Wife (1912)
- The Black Sheep (1912)
- When an Old Maid Gets Busy (1912)
- The Vengeance of the Fakir (1912)
- A Tammany Boarder (1913)
- An Accidental Servant (1913)
- The Return of Lady Linda (1913)
- The Spectre Bridegroom (1913)
- The One Who Had to Pay (1913)
- The Little Mother of Black Pine Trail (1913)
- The Love Chase (1913)
- The Man who Dared (1913)
- The Crimson Cross (1913)
- For Better or for Worse (1913)
- A Night of Anguish (1913)
- The Sons of a Soldier (1913)
- A Wise Judge (1913)
- The Key (1913)
- The Witch (1913)
- The Greater Call (1913)
- Soul to Soul (1913)
- The Thirst for Gold (1913)
- The Beaten Path (1913)
- A Puritan Episode (1913)
- Why Aunt Jane Never Married (1913)
- Jacques the Wolf (1913)
- Private Box 23 (1913)
- From the Beyond (1913)
- Big Hearted Jim (1913)
- Cynthy (1913)
- The Reformation of Calliope (1913)
- Lady Babbie (1913)
- When Pierrot Met Pierrette (1913)
- The Highwayman’s Shoes (1913)
- The First Nugget (1914)
- She Wrote a Play (1914)
- Into the Wilderness (1914)
- Adrift (1914)
- His Daughter (1914)
- Tango Versus Poker (1914)
- Allah 3311 (1914)
- In the Days of Old (1914)
- Moonlight (1914)
- A Pearl of Great Price (1914)
- The Miracle (1914)
- The Character Woman (1914)
- No Show for the Chauffeur (1914)

### Peerless-World (1914-1916)
- When Broadway Was a Trail (1914)
- Lola (1914)
- The Pit (1914)
- The Arrival of Perpetua (1915)
- The Butterfly (1915)
- The Boss (1915)
- Little Miss Brown (1915)
- The Master Hand (1915)
- The Little Dutch Girl (1915)
- The Cotton King (1915)
- The Flash of an Emerald (1915)
- McTeague (1916)
- The Ballet Girl (1916)
- Fruits of Desire (1916)

### Diferents productores
- The Common Law (1916)
- Beyond the Wall (1916)
- The Traveling Salesman (1916)
- The World Against Him (1916)
- Moral Courage (1917)
- Maternity (1917)
- The Crimson Dove (1917)
- The Painted Madonna (1917)
- Vengeance Is Mine (1917)
- Injustice (1919)
- The North Wind's Malice (1920)